# Early Days & Latter Days
Early Days & Latter Days — альбом-компіляція британського рок-гурту Led Zeppelin, випущений лейблом Atlantic Records 19 листопада 2002 року. Альбом є поєднанням двох збірок найкращих пісень гурту, які вийшли декілька років раніше: Early Days та Latter Days. У 2007 році був замінений новою збіркою — Mothership.

## Список композицій

### Диск 1
1. «Good Times, Bad Times» (Джон Бонам, Джон Пол Джонс, Джиммі Пейдж) — 2:46
2. «Babe I'm Gonna Leave You» (Енн Бердон) — 6:41
3. «Dazed and Confused» (Джейк Холмс, Пейдж) — 6:26
4. «Communication Breakdown» (Бонам, Джонс, Пейдж) — 2:27
5. «Whole Lotta Love» (Джон Бонам, Віллі Діксон, Джон Пол Джонс, Джиммі Пейдж, Роберт Плант) — 5:34
6. «What Is and What Should Never Be» (Пейдж, Плант) — 4:44
7. «Immigrant Song» (Джиммі Пейдж, Роберт Плант) — 2:23
8. «Since I've Been Loving You» (Пейдж, Плант, Джонс) — 7:24
9. «Black Dog» (Джиммі Пейдж, Роберт Плант, Джон Пол Джонс) — 4:57
10. «Rock and Roll» (Пейдж, Плант, Джонс Джон Бонам) — 3:40
11. «The Battle of Evermore» (Пейдж, Плант) — 5:52
12. «When the Levee Breaks» (Пейдж, Плант, Джонс, Бонам, Мемфіс Мінні) — 7:07
13. «Stairway to Heaven» (Пейдж, Плант) — 8:03

### Диск 2
1. «The Song Remains the Same» (Джиммі Пейдж, Роберт Плант) — 5:32
2. «No Quarter» (Пейдж, Плант, Джонс) — 7:00
3. «Houses of the Holy» (Пейдж, Плант) — 4:02
4. «Trumped Under Foot» (Пейдж, Плант, Джонс) — 5:37
5. «Kashmir» (Пейдж, Плант, Бонам) — 8:32
6. «Ten Years Gone» (Пейдж, Плант) — 6:32
7. «Achilles Last Stand» (Джиммі Пейдж, Роберт Плант)— 10:25
8. «Nobody's Fault But Mine» (Пейдж, Плант) — 6:27
9. «All My Love» (Джонс, Плант) — 5:53
10. «In the Evening» (Джиммі Пейдж, Джон Пол Джонс, Роберт Плант) — 6:49

## Учасники запису
- Джиммі Пейдж — акустична гітара, електрична гітара, бек-вокал, мандоліна, продюсер;
- Роберт Плант — вокал, губна гармоніка;
- Джон Пол Джонс — синтезатор, бас-гітара, клавішні, блокфлейта, мандоліна;
- Джон Бонам — ударні.
- Сенді Денні — вокал у «The Battle of Evermore»

## Додаткові відомості
На обкладинці зображено молодих учасників гурту у формі американських астронавтів програми Аполлон. Як фон використано зоряне небо у залишках від вибуху зірки. У центральному логотипі вказано назву гурту та Місяць, в око якому врізалася ракета.
На диску присутні два відеозаписи: кліп «Communication Breakdown», який було взято з телевізійної зйомки у Швеції в 1969 році, та «Kashmir», який було взято зі зйомок концертів у Earls Court у 1975 році. На концерте відео накладено студійну версію композиції.

## Позиції у чартах
| Рік  | Чарт              | Місце | Оцінка     | Продано копій |
| ---- | ----------------- | ----- | ---------- | ------------- |
| 2002 | США Billboard 200 | 87    | Платиновий | 1 600 000     |
| 2003 | Велика Британія   | 11    | Срібний    | 380 000       |
| 2003 | Нова Зеландія     | 17    |            |               |
| 2003 | Фінляндія         | 40    |            |               |

## Історія видання
| Країна          | Дата              | Лейбл            | Формат | № в каталозі |
| --------------- | ----------------- | ---------------- | ------ | ------------ |
| США             | 19 листопада 2002 | Atlantic Records | CD     | 83619        |
| Велика Британія | 12 березня 2003   | Atlantic Records | CD     | 75678-36195  |